# شهرستان مرسر (میزوری)
شهرستان مرسر، میزوری (به انگلیسی: Mercer County, Missouri) یک سکونتگاه مسکونی در ایالات متحده آمریکا است که در میزوری واقع شده‌است.